# BMW серија 7
BMW серија 7је луксузна лимузина произведена од стране немачког произвођача аутомобила BMW од 1977. године. Наследник је BMW Е3 "нови шест" лимузине и тренутно је у својој шестој генерацији.

## Историјат
Серија 7 је BMW-ов водећи аутомобил и доступна је само у облику лимузине (укључујући дужи међуосовински размак до 2023. године). Традиционално уводи технологије и теме за дизајн екстеријера пре него што се спусте на друге моделе BMW-а. Прва генерација серије 7 покренута је редним шестоцилиндричним бензинским моторима. Од 1995. године, дизел мотори су опциони у серији 7.
За разлику од лимузина серије 3 и серије 5, BMW није произвео М модел за серију 7 (то јест "М7"). Међутим, 2014. године опција "М Перформансе" постала је доступна за серије 7.

### Прва генерација (Е23; 1977–1986)
Е23 је прва генерација серије 7, а производила се од 1977. до 1987. године. Изграђен је као лимузина са четворо врата са 6-цилиндарским моторима, да би заменио Е3 седан. Од 1983. до 1986. године био је доступан 6-цилиндарски мотор са турбопуњачем.

Е23 је први пут представио многе електронске карактеристике у BMW-у, укључујући и путни рачунар, индикатор сервисног интервала, "контролну плочу" (упозоравајућа светла која указују на грешке у систему возача), диктафон и сложени системи контроле климе. То је био и први BMW који је понудио нови кочиони систем (АБС), ваздушни јастук за возача. 

### Друга генерација (Е32; 1986–1994)
Е32 је друга генерација серије 7, која је се производила од 1986. до 1994. године. У почетку је био доступан са редним шестоцилиндричним или V12 мотором. Године 1992. V8 мотори су постали доступни.

Е32 је први пут представио следеће карактеристике у BMW-у: електронска контрола дампера, V12 и V8 мотори, двоструко остакљење, ЦАН електронски протокол ксенонска предња светла, контрола тракције. Е32 750i је био први аутомобил који се придржавао BMW-овог самопостављеног ограничења брзине од 250 km/h (155 mph). Модели „iL” је био први у коме је BMW понудио опцију дугог међуосовинског размака. 

### Трећа генерација (Е38; 1994–2001)
Доступни бензински мотори састојали су се од R6, V8 и V12 мотора. Е38 је прва серија 7 која је доступна са дизел мотором; првобитно турбо R6, којем се 1998. године придружио турбо V8.

Е38 је био први аутомобил са ваздушним завесама. То је био и први европски аутомобил који је понудио сателитску навигацију и први BMW који је понудио уграђену телевизију.

### Четврта генерација (Е65/Е66/Е67/Е68; 2001–2008)
Е65/Е66/Е67/Е68 је четврта генерација 7 серије, која се производила од 2002. до 2008. године. Модел се састојао од стандардне дужине и дугог међуосовинског размака ("Li" модели) седана.

Е65/Е66/Е67/Е68 је био први BMW који је укључио iDrive, спољни изглед пламена, активне заштитне шипке, аутоматски мењач са 6 брзина, електронски паметни кључ (без традиционалног металног кључа), ноћна визија. Модел 760i је био први у свету V12 мотор који је користио директно убризгавање.

### Пета генерација (F01/F02/F03/F04; 2008–2016)
F01/F02/F03/F04 је пета генерација 7 серије, која се производила од 2008. до 2016. године. Модел се састојао од стандардне дужине и дугог међуосовинског размака ("Li" модели) седана.
Ф01 је био први BMW који је био доступан са хибридним погоном ("АктивХибрид 7"), аутоматским мењачем са 8 брзина и V12 мотором са турбопуњачем. Била је и прва серија 7 која је била доступна са бензинским мотором и погоном на сва четири точка (xDrive).

### Шеста генерација (G11/G12; 2015–2023)
G11/G12 је шеста генерација серије 7, која се производила од 2015. до 2023. године. То је откривено 10. јуна 2015. године у седишту BMW-а у Минхену. Званично јавно представљање одржано је на Међународном сајму аутомобила у Немачкој 2015. године.
G11/G12 је прва аутомобилска линија BMW групе која се заснива на модуларној ОКЛ платформи (Oberklasse, немачки за луксузну класу). ОКЛ платформа усваја технологију која је први пут представљена у BMW i моделима, а то је увођење полимера ојачаног угљениковим влакнима као структурних компоненти шасије.

Као део стратегије BMW-увођења хибридних варијанти за све будуће моделе аутомобила, кратка и дугачка ће бити доступан са хибридним погонских под ознакама 740e и 740Le 2016.

### Седма генерација (G70; 2022–)
G70 је седма генерација серије 7, која се производи од 2022. године. Представљена је у априлу 2022. године, а у производњу кренула у јулу 2022. године. Од ове генерације, по први пут икада, серија 7 добија своју електричну i7 варијанту. Опције мотора су остале сличне: 3.0 L са шест редно поређених цилиндара и 4.4 L V8, али се више не продају V12 мотори.

#### BMW i7
BMW i7 је такође као и обична серија 7 представљена у априлу 2022. године. Једине битне разлике сем мотора, јесте то да је око BMW-овог знака код i7 омотан плави танки кружић. i7 xDrive60 покрећу два електрична мотора који генеришу комбиновану снагу од 536 КС и 750 N⋅m обртног момента. Може да убрза 0–100 km/h за око 4,5 секунди и ЕПА домет око 483–512 km.

## Производња и продаја
| Календарска година | Укупна производња | САД продаја | Кина продаја |
| ------------------ | ----------------- | ----------- | ------------ |
| 1995               |                   | 22,637      |              |
| 1996               |                   | 22,775      |              |
| 1997               | 49.700            | -           |              |
| 1998               | 47,300            | -           |              |
| 1999               | 43,000            | 18,233      |              |
| 2000               | 39,000            | 16,619      |              |
| 2001               | 32,749            | 13,389      |              |
| 2002               | 53,504            | 22,006      |              |
| 2003               | 57,899            | 20,473      |              |
| 2004               | 47,689            | 16,155      |              |
| 2005               | 50,062            | 18,165      |              |
| 2006               | 50,227            | 17,796      |              |
| 2007               | 44,421            | 14,773      |              |
| 2008               | 38,835            | 12,276      |              |
| 2009               | 52.680            | 9,254       | 16,006       |
| 2010               | 65,814            | 12,253      | 26,553       |
| 2011               | 68,774            | 11,299      | 33,500       |
| 2012               | 59,184            | 11,098      | 26,808       |
| 2013               | 56,001            | 10,932      | 25,916       |
| 2014               | 48,519            | 9,744       | 21,896       |
| 2015               | 36,364            | 9,292       | 13,692       |
| 2016               | 61,514            | 12,918      |              |
| 2017               | 64,311            | 9,276       |              |

Продаја хибридних 7 модела серије у Сједињеним Државама је следећа:     
| 2010 | 2011 | 2012 | 2013 | 2014 | 2015 | 2016 |
| ---- | ---- | ---- | ---- | ---- | ---- | ---- |
| 101  | 338  | 231  | -    | 45   | 12   | 1    |